# Karl Ritter von Halt

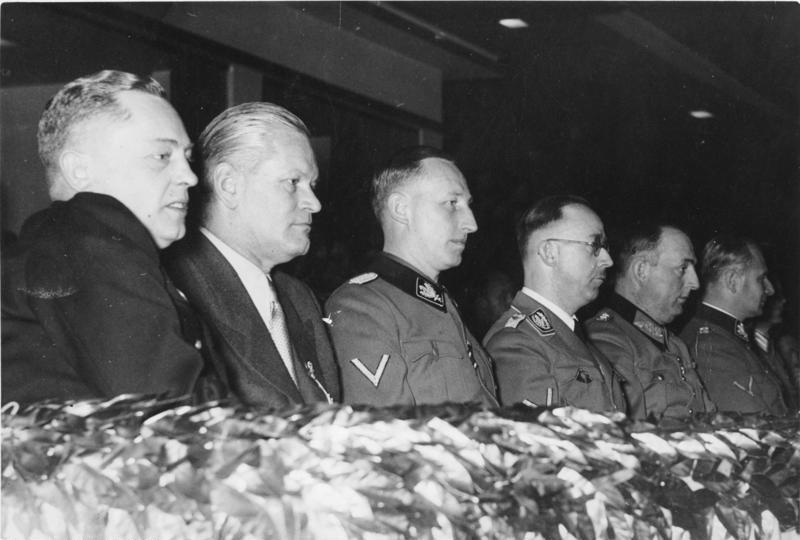
Karl Ritter von Halt est le 2e en partant de la gauche

Le Dr Karl Ritter von Halt, né Karl Ferdinand Halt (2 juin 1891 à Munich. - 5 août 1964 à Munich) fut un dirigeant du sport sous le régime nazi puis de l’Allemagne fédérale.

## Biographie
Karl Ferdinand Halt fut un excellent athlète qui participa à plusieurs épreuves lors des Jeux olympiques de 1912 à Stockholm. Classé 22e du concours du lancer du javelot et 16e au lancer du poids, Halt participa aussi au pentathlon mais en fut éliminé après la 3e épreuve (il ne termina pas le 200 m). Membre du relais allemand du 4x100 mètres éliminé au premier tour, Halt termina le Décathlon à la 9e place.
En 1921, il devint Karl Ritter von Halt après avoir reçu la "Militär-Max-Joseph-Orden" (une distinction honorifique créée le 1er janvier 1806, par Maximilien Ier).
En 1936, K. Ritter von Halt fut nommé Président du Comité d’Organisation des IVes Jeux olympiques d'hiver  - confiés à la ville de Garmisch-Partenkirchen -  par le Reichssportführer Hans von Tschammer. Karl Ritter von Halt s’acquitta tellement bien de sa tâche qu’en 1937, il fut élu membre du Comité exécutif du Comité international olympique (CIO). H. von Tschammer convoitait ce poste mais ne l’obtint jamais. K. Ritter von Halt resta en fonction au CIO jusqu’en 1945.
En 1944, Karl Ritter von Halt succéda à Arno Bretimeyer (qui avait lui-même succédé à von Tschammer) au poste de Reichssportführer. Il resta en fonction jusqu’au démantèlement du NSRL par les Alliés, après la défaite et la capitulation sans conditions de l’Allemagne nazie en 1945.
Mobilisé dans le Volkssturm, il fut fait prisonnier par l'armée russe. Lors des discussions entre le Comité international olympique et les autorités russes, le CIO demanda sa libération en tant que membre du CIO. Il l'obtint fin 1949.
Après la guerre, Karl Ritter von Halt réussit « à effacer son passé de dirigeant nazi », car il dirigea le Comité national olympique allemand de 1951 à 1961.